# Тінговен (Стіхтсе-Вехт)
Тінговен (нід. Tienhoven) — село в нідерландській провінції Утрехт. Входить до муніципалітету Стіхтсе-Вехт.
Його площа становить 13,35 км², а населення станом на 2021 рік складало 1 775 осіб.
Перша згадка про населений пункт датується 1243 роком.
До 1957 року мало статус окремого муніципалітету.

## Галерея

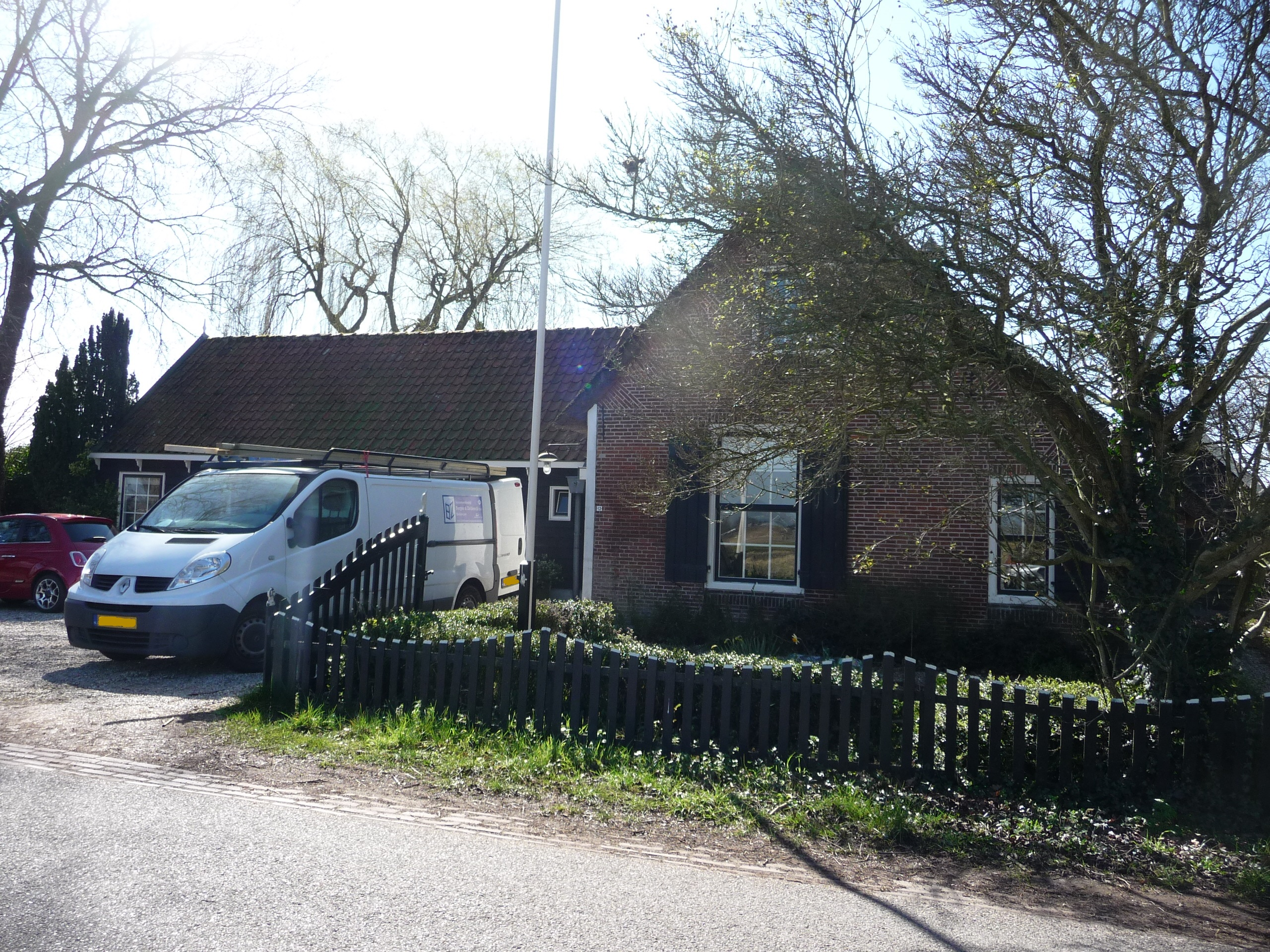
Ферма у селі
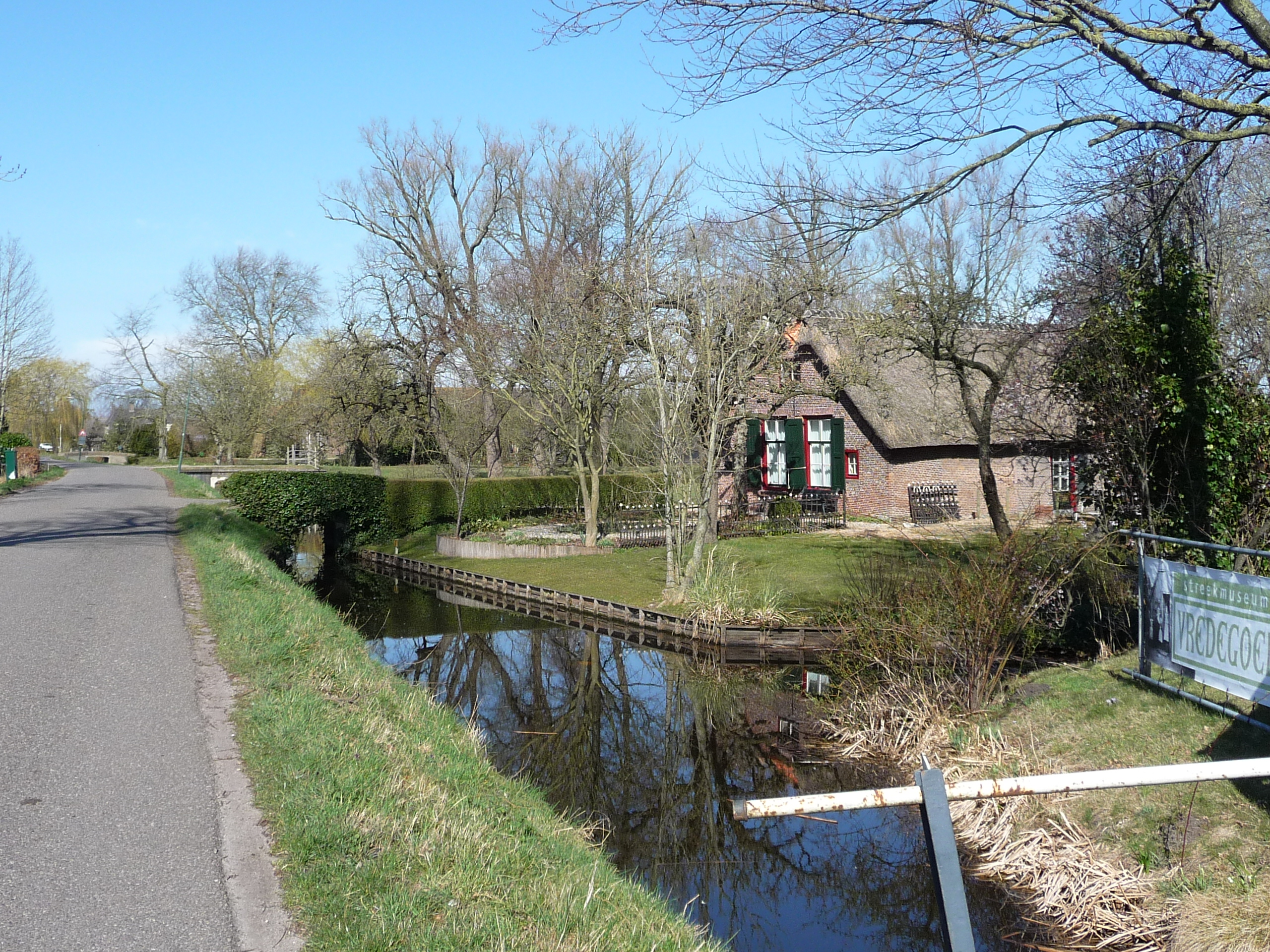
Сільська вулиця
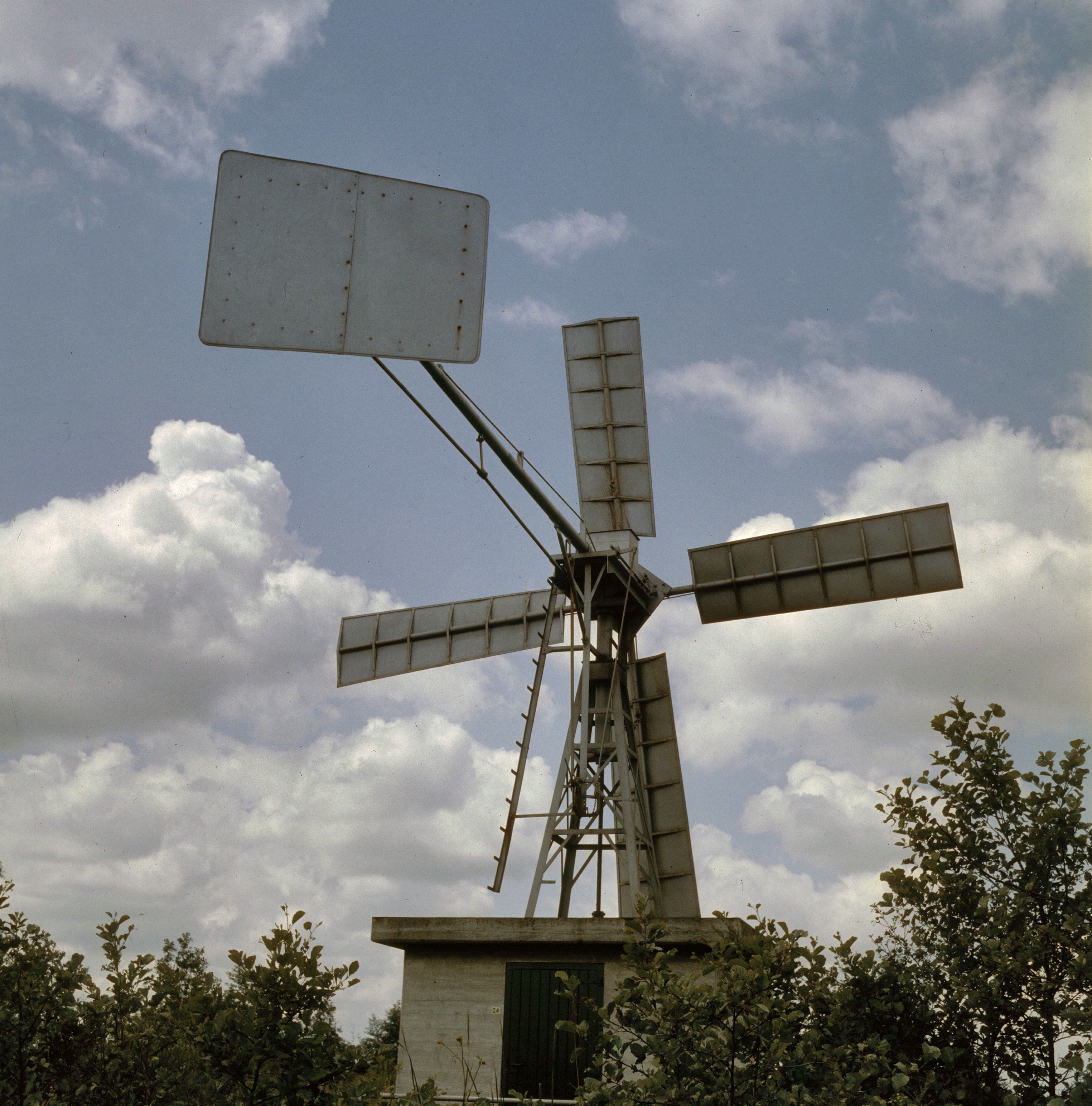
Непрацюючий металевий вітряк
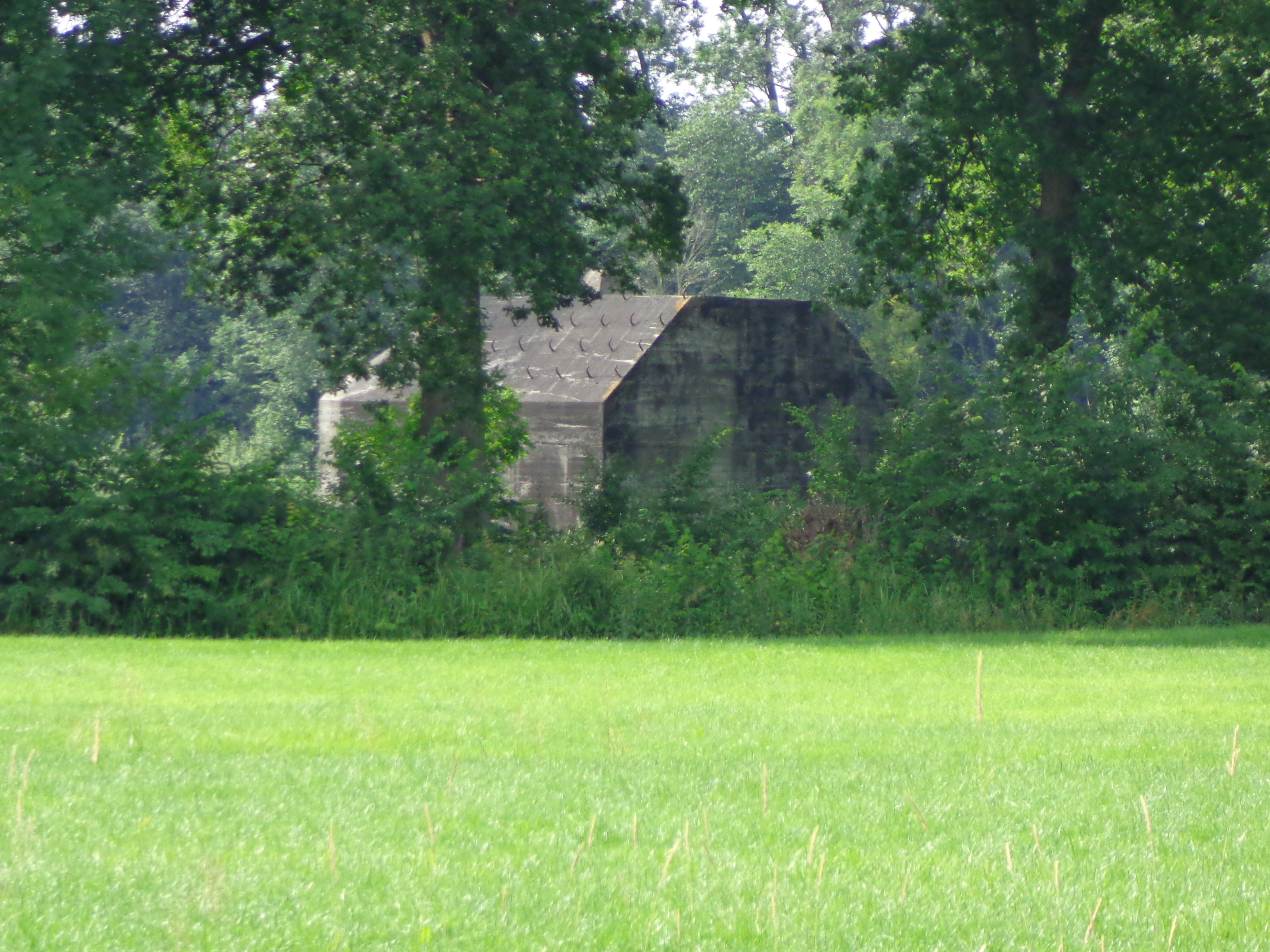
Бункер часів Другої світової війни